# Vojašnica Franca Uršiča
Vojašnica Franca Uršiča je vojašnica Slovenske vojske, ki stoji v Novem mestu. 

## Zgodovina
V časih JLA je bila tukaj V.P. 1394. Po osamosvojitvi Slovenije jo je prevzela Slovenska vojska, leta 2012 pa jo je Ministrstvo za obrambo pod vodstvom Aleša Hojsa preimenovalo po padlemu v vojni za Slovenijo Francu Uršiču.

## Enote
V vojašnici domujeta 32. vojaškoteritorialno poveljstvo Novo mesto in 14. inženirski bataljon SV.